# Black Seeds of Vengeance
Black Seeds of Vengeance je druhým řadovým albem americké death metalové kapely Nile. Byla nahrána v sestavě Karl Sanders - kytara + vokály, Dallas Toler Wade - kytara + vokály, Chief Spires - baskytara + vokály, Pete Hammoura - bicí a Derek Roddy - přídavné bicí a vokály. Na její tvorbě se však podíleli hosté, které si Karl Sanders pozval, aby vytvořil mnohovrstevné vokály a sbory. Oproti předchozímu přímočařejšímu počinu Amongst the Catacombs of Nephren-Ka je tato deska kompozičně propracovanější a složitější. Booklet také poprvé obsahuje poznámky k jednotlivým skladbám, ve kterých Karl Sanders vysvětluje koncepty a témata skladeb.

## Seznam skladeb
1. „Invocation of the Gate of Aat-Ankh-Es-En-Amenti“ – 00:43
2. „Black Seeds of Vengeance“ – 03:36
3. „Defiling the Gates of Ishtar“ – 03:38
4. „The Black Flame“ – 03:22
5. „Libation Unto the Shades Who Lurk in the Shadows of the Temple of Anhur“ – 01:32
6. „Masturbating the War God“ – 05:41
7. „Multitude of Foes“ – 02:10
8. „Chapter For Transforming Into a Snake“ – 02:26
9. „Nas Akhu Khan She En Asbiu“ – 04:16
10. „To Dream of Ur“ – 09:07
11. „The Nameless City of the Accursed“ – 02:51
12. „Khetti Satha Shemsu“ – 03:33